# Copa Sudamericana de Clubes de Fútbol de Salón 2022
La Copa Sudamericana de Clubes de Fútbol de Salón 2022 y comercialmente conocida como Final Sudamericana de Clubes BetPlay fue el sexto Campeonato Panamericano organizado por la Asociación Mundial de Futsal. La competencia fue un torneo relámpago y tuvo como sede a la ciudad de Calarcá en Colombia.
El equipo Club 12 de Junio de Paraguay se quedó con el torneo derrotando en la final a Faraones Futsal de Colombia. Ambos quedaron clasificados al Campeonato Mundial de 2022 en México.

## Sede
El campeonato se jugó en el Coliseo del Sur de la ciudad de Calarcá, Quindío.
| Colombia                                     |                 |
| Ciudad                                       | Estadio         |
| Calarcá                                      | Coliseo del Sur |
|                                              |                 |
| 5 000 espectadores                           |                 |
| Final Copa Sudamericana Fútbol de Salón 2022 |                 |

## Participantes
| País      | Equipos                                   |
| --------- | ----------------------------------------- |
| Colombia  | Caciques del Quindío Faraones de Pitalito |
| México    | Calvario Latinos F.C.                     |
| Paraguay  | Club 12 de Junio Fomento de Barrio Obrero |
| Perú      | Calfer Ayaviri                            |
| Venezuela | Mundo Factory Petroglifos                 |

## Fase de grupos
|  |                             |
|  | Clasificados a semifinales. |
|  | Eliminados.                 |

### Grupo A
| Equipo                 | Pts | PJ | PG | PE | PP | GF | GC | Dif |
| ---------------------- | --- | -- | -- | -- | -- | -- | -- | --- |
| Caciques del Quindío   | 5   | 3  | 2  | 1  | 0  | 18 | 6  | +12 |
| Club 12 de Junio       | 4   | 3  | 2  | 0  | 1  | 10 | 11 | -1  |
| Calvario Latinos F. C. | 2   | 3  | 1  | 0  | 2  | 10 | 17 | -7  |
| Petroglifos            | 1   | 3  | 0  | 1  | 2  | 11 | 15 | -4  |

| 27 de julio de 2022 | Club 12 de Junio | 6 - 4 | Petroglifos | [[]], Calarcá |  |
| 18:00               |                  |       |             |               |  |

| 27 de julio de 2022 | Caciques del Quindío | 10 - 2 | Calvario Latinos F. C. | [[]], Calarcá |  |
| 20:00               |                      |        |                        |               |  |

| 28 de julio de 2022 | Club 12 de Junio | 3 - 2 | Calvario Latinos F. C. | [[]], Calarcá |  |
| 18:00               |                  |       |                        |               |  |

| 28 de julio de 2022 | Caciques del Quindío | 3 - 3 | Petroglifos | [[]], Calarcá |  |
| 20:00               |                      |       |             |               |  |

| 29 de julio de 2022 | Petroglifos | 4 - 6 | Calvario Latinos F. C. | [[]], Calarcá |  |
| 18:00               |             |       |                        |               |  |

| 29 de julio de 2022 | Caciques del Quindío | 5 - 0 | Club 12 de Junio | [[]], Calarcá |  |
| 20:00               |                      |       |                  |               |  |

| Equipo                   | Pts | PJ | PG | PE | PP | GF | GC | Dif |
| ------------------------ | --- | -- | -- | -- | -- | -- | -- | --- |
| Mundo Factory            | 6   | 3  | 3  | 0  | 0  | 15 | 5  | +10 |
| Club 12 de Junio         | 4   | 3  | 2  | 0  | 1  | 13 | 7  | +6  |
| Fomento de Barrio Obrero | 2   | 3  | 1  | 0  | 2  | 11 | 14 | -3  |
| Calfer Ayaviri           | 0   | 3  | 0  | 0  | 3  | 2  | 15 | -13 |

| 27 de julio de 2022 | Faraones de Pitalito | 7 - 0 | Calfer Ayaviri | [[]], Calarcá |  |
| 14:00               |                      |       |                |               |  |

| 27 de julio de 2022 | Fomento de Barrio Obrero | 4 - 7 | Mundo Factory | [[]], Calarcá |  |
| 16:00               |                          |       |               |               |  |

| 28 de julio de 2022 | Faraones de Pitalito | 1 - 3 | Mundo Factory | [[]], Calarcá |  |
| 14:00               |                      |       |               |               |  |

| 28 de julio de 2022 | Fomento de Barrio Obrero | 3 - 2 | Calfer Ayaviri | [[]], Calarcá |  |
| 16:00               |                          |       |                |               |  |

| 29 de julio de 2022 | Calfer Ayaviri | 0 - 5 | Mundo Factory | [[]], Calarcá |  |
| 14:00               |                |       |               |               |  |

| 29 de julio de 2022 | Fomento de Barrio Obrero | 4 - 5 | Faraones de Pitalito | [[]], Calarcá |  |
| 16:00               |                          |       |                      |               |  |

## Fase final

### Cuadro de desarrollo
|  | Semifinales               | Semifinales |                  |                      | Final                | Final        |  |
|  |                           |             |                  |                      |                      |              |  |
|  |                           |             |                  |                      |                      |              |  |
|  | Caciques del Quindío      | 0 (2)       |                  |                      |                      |              |  |
|  | Caciques del Quindío      | 0 (2)       |                  |                      |                      |              |  |
|  | Faraones de Pitalito (p.) | 0 (3)       |                  |                      |                      |              |  |
|  | Faraones de Pitalito (p.) | 0 (3)       |                  | Faraones de Pitalito | 4                    |              |  |
|  |                           |             |                  | Faraones de Pitalito | 4                    |              |  |
|  |                           |             | Club 12 de Junio | 5                    |                      |              |  |
|  | Mundo Factory             | 2           | Club 12 de Junio | 5                    |                      |              |  |
|  | Mundo Factory             | 2           |                  |                      |                      |              |  |
|  | Club 12 de Junio          | 3           |                  |                      | Tercer lugar         | Tercer lugar |  |
|  | Club 12 de Junio          | 3           |                  |                      | Tercer lugar         | Tercer lugar |  |
|  |                           |             |                  |                      |                      |              |  |
|  |                           |             |                  |                      | Caciques del Quindío | 1            |  |
|  |                           |             |                  |                      | Caciques del Quindío | 1            |  |
|  |                           |             |                  |                      | Mundo Factory        | 0            |  |
|  |                           |             |                  |                      | Mundo Factory        | 0            |  |
|  |                           |             |                  |                      |                      |              |  |

### Quinto lugar
|  | Quinto puesto            |  |  |
|  |                          |  |  |
|  | Calvario Latinos F.C.    |  |  |
|  |                          |  |  |
|  | Fomento de Barrio Obrero |  |  |
|  |                          |  |  |

### Séptimo lugar
|  | Séptimo puesto |  |  |
|  |                |  |  |
|  | Petroglifos    |  |  |
|  |                |  |  |
|  | Calfer Ayaviri |  |  |
|  |                |  |  |

|                                      |
| Bandera de Paraguay                  |
| Campeón Club 12 de Junio 1.er título |

## Estadísticas

### Tabla general
| Pos. | Equipo                   | Pts | J | G | E | P | GF | GC | Dif. | Rend. |
| ---- | ------------------------ | --- | - | - | - | - | -- | -- | ---- | ----- |
| 1    | Club 12 de Junio         | 8   | 5 | 4 | 0 | 1 | 18 | 17 | +1   | 80%   |
| 2    | Faraones de Pitalito     | 5   | 5 | 2 | 1 | 2 | 17 | 12 | +5   | 50%   |
| 3    | Caciques del Quindío     | 8   | 5 | 3 | 2 | 0 | 19 | 6  | +13  | 80%   |
| 4    | Mundo Factory            | 6   | 5 | 3 | 0 | 2 | 17 | 9  | +8   | 60%   |
| 5    | Fomento de Barrio Obrero | 2   | 3 | 1 | 0 | 2 | 11 | 14 | -3   | 33,3% |
| 6    | Calvario Latinos F.C.    | 2   | 3 | 1 | 0 | 2 | 10 | 17 | -7   | 33,3% |
| 7    | Petroglifos              | 1   | 3 | 0 | 1 | 2 | 11 | 15 | -4   | 16,6% |
| 8    | Calfer Ayaviri           | 0   | 3 | 0 | 0 | 3 | 2  | 15 | -13  | 0%    |